# Суниэрих
Суниэрих (лат. Suniericus; V век) — вестготский полководец (комит), действовавший в Испании.
В 459 году между Римской империей и вестготами был заключен союз. В следующем году союзное римско-готское войско во главе с комитом Суниэрихом и императорским полководцем Непоцианом было послано в Галисию против свевов, в то время враждебных и Риму, и вестготам.
К лету 460 года Суниэрих и Непоциан одержали победу у Луки Августы (Луго). Несколькими месяцами позже Суниэрих взял город Скаллабис (Сантарен), тем самым усилив положение вестготов в Испании. Выполнив задачу, вернулся в Галлию (461 год).